# Blade Runner (Computerspiel, 1997)
Blade Runner ist ein Computerspiel aus dem Jahre 1997 des Spieleentwicklers Westwood Studios und deren letzter Titel vor der Übernahme durch Electronic Arts. Das Point-and-Click-Adventure besitzt eine eigenständige Handlung, orientiert sich jedoch thematisch und optisch stark an der gleichnamigen Filmvorlage. Hauptfigur ist der Replikantenjäger Ray McCoy.

## Handlung
Das Spiel orientiert sich optisch und inhaltlich an den Vorgaben durch Blade Runner, Ridley Scotts Verfilmung des Science-Fiction-Romans Träumen Androiden von elektrischen Schafen? von Philip K. Dick, der thematisch dem Genre des Cyberpunks zugeordnet wird. Im Zentrum steht die Frage, was den Menschen gegenüber anderen Spezies oder Maschinen kennzeichnet und wo Menschsein beginnt. Die Handlung des Spiels findet im Jahr 2019 statt, zeitgleich zur Handlung des Films. Anspielungen auf die Kinovorlage existieren neben den aus dem Film bekannten Schauplätzen bspw. in Form eines zu untersuchenden Fotos, auf dem der Protagonist des Films, Deckard, im Bildhintergrund gerade bei einer Fischhändlerin Informationen über eine Tierschuppe einholt. Die Erzählung ist ansonsten jedoch eigenständig.
Im Mittelpunkt steht der junge Blade Runner Ray McCoy, die Handlung selbst ist eine typische Detektivgeschichte. Wie sein Kollege Deckard ist es McCoys Auftrag, Replikanten ausfindig zu machen und auszuschalten. Diese künstlich geschaffenen Menschen, die optisch durch nichts von biologischen Menschen zu unterscheiden sind und denen der Zutritt zu Erdenstädten verboten ist, verstecken sich in der Stadt oder versuchen unerkannt unter den Menschen ein normales Leben zu führen. Um einer Enttarnung zu entgehen, die gleichbedeutend mit ihrer Tötung bzw. – je nach Sichtweise – Zerstörung wäre, sind diese zum Äußersten bereit. Erschwerend für den Spieler ist die Rollenverteilung des Spiels nicht immer gleich, sondern das Programm legt bei jedem Spielbeginn neu fest, welche der wiederkehrenden Spielfiguren Replikanten sind. Um diese zu enttarnen, greift der auf die aus Film und Buch bekannten Gadgets zurück (z. B. Voight-Kampff-Test, Esper-Bildanalyse).
Die Handlung erstreckt sich über fünf Akte und variiert, je nach Handlungsweise des Spielers. Dies führt auch zu unterschiedlichen Spielausgängen, die von der Auslöschung aller Replikanten bis zur Verbrüderung McCoys mit den Maschinenwesen reichen kann.

## Spielprinzip und Technik
Blade Runner ist ein Point-and-Click-Adventure mit nicht linearem Ablauf. Ein eingebauter Zufallsgenerator sorgt für leicht veränderte Spielbedingungen bei jedem Neustart, sodass insgesamt bis zu zwölf verschiedene Endsequenzen erreicht werden können. Es gibt eine 13. Endsequenz, die jedoch nicht aus dem Spiel heraus erreicht werden kann. Nach Angaben der Entwickler wurde sie als dramaturgisch nicht relevant eingestuft.
Der Spieler steuert die Spielfigur McCoy mithilfe der Maus aus und einer Point-and-Click-Oberfläche aus einer Beobachterperspektive durch die vorgerenderten Hintergrundkulissen. Auf den Karten existieren vorgegebene Interaktionspunkte, anders als im Genre üblich hat der Spieler jedoch kein Inventar, um Gegenstände aufzunehmen, zu untersuchen oder mit anderen Gegenständen/Objekten zu kombinieren. Ein Hauptbestandteil des Spiels besteht stattdessen in der Befragung der verschiedenen Figuren, die allerdings nicht permanent an derselben Stelle verweilen, sondern sich ähnlich wie in The Last Express innerhalb der Spielwelt bewegen. Auch hat der Spieler nur begrenzten Einfluss auf die Fragen. Der Gesprächsverlauf ergibt sich aus den Informationen, die McCoy zuvor gesammelt hat. Die Informationen werden in Form von Gesprächsmitschnitten, Notizen oder Fotos in einem Computer mit der Bezeichnung Knowledge Integration Assistant (KIA) gesammelt und können dort jederzeit eingesehen werden. Im Hintergrund werden die möglichen Dialoge mit NPCs in einer Datenbank verwaltet, die anhand des Spielverlaufs ermittelt, welche Themen den Spieler zum Abfragezeitpunkt interessieren könnten. Eine weitere Eigenheit des Spiels sind die Actionsequenzen, in denen McCoy etwa durch Replikanten angegriffen wird und er mit seiner Waffe bestimmte Ziele innerhalb kurzer Zeit treffen muss. Misslingt ihm das, stirbt McCoy und es kommt zu einem Game over.

## Produktionsnotizen

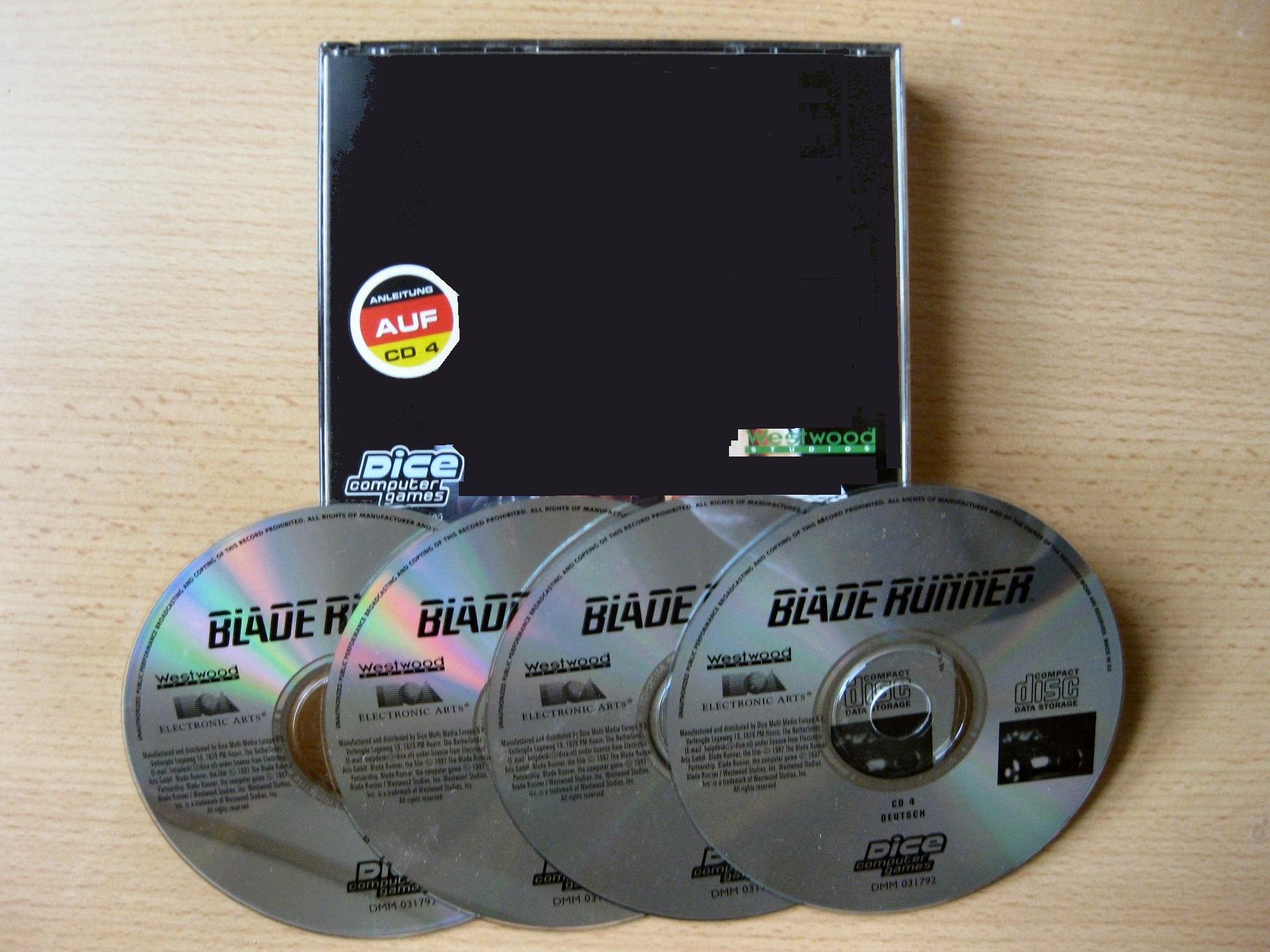
PC-CD-ROM

Das Spiel läuft unter Windows. Es ist die zweite Softwareumsetzung der Blade-Runner-Thematik, bereits 1985 veröffentlichte CRL Group PLC ein gleichnamiges Shoot ’em up für damals gängige Heimcomputer. Neben den für diese Zeit üblichen, detaillierten, vorgerenderten Hintergrundgrafiken verwendet das Spiel eine Voxel-Technik, um die Charaktere und dynamischen Objekte der Spielwelt darzustellen. Man vergleiche hierzu auch die Voxeltechnik in Westwoods Command & Conquer: Tiberian Sun. Darüber hinaus nutzte das Spiel eine innovative Technik zur Berechnung der Sprachausgabe aus einzelnen Satzfragmenten. Neben der oben erwähnten Spielgrafik bestimmen aufwändig gerenderte Full-Motion-Video-Zwischensequenzen einen Großteil des Spielablaufs.
Da das Spiel zur gleichen Zeit wie der Film spielt, haben einige Filmcharaktere Cameoauftritte, teils mit den Stimmen der Schauspieler. Darunter sind Sean Young als Rachael, Joe Turkel als Dr. Eldon Tyrell, Brion James als Leon Kowalsky, William Sanderson als J.F. Sebastian und James Hong als Hannibal Chew. Ebenfalls ist Gaff mit im Spiel, hat hier aber eine andere Stimme.
Das Spiel erschien ursprünglich auf vier PC-CD-ROM. Die begrenzte Speichermenge der Datenträger zwang die Entwickler, die Polygonzahlen zahlreicher Nebencharaktere deutlich zu reduzieren, um häufige CD-Wechsel während des Spiels zu vermeiden. Spätere Fassungen des Spiels wurden auch auf DVD veröffentlicht.
Im Juni 2022 erschien eine „Enhanced Edition“ auf Steam sowie erstmals für die Konsolen PlayStation 4, Xbox One und Switch.

## Rezeption
Blade Runner erhielt vorwiegend positive Bewertungen. Die Rezensionsdatenbank GameRankings aggregiert 16 Rezensionen zu einem Mittelwert von 77 %. Das US-Spielemagazin Computer Gaming World vergab für das Spiel 4,5 von 5 Punkten. Tester Allen Greenberg lobte die grafische Qualität, Sprecherqualität und Sounduntermalung, die sich eng an die Filmvorlage hält. Die Echtzeitelemente würden dem Spiel außerdem einen außergewöhnlich taktischen Aspekt verleihen, besonders da die Replikanten deutlich bösartiger als im Film seien und somit eine permanente Drohkulisse bildeten.
Bei der Verleihung der Interactive Achievement Awards 1998 der Academy of Interactive Arts & Sciences wurde Blade Runner als „Bestes Adventure-Spiel“ ausgezeichnet. Nominiert war es zudem in den Kategorien „Interaktiv-Spiel des Jahres“, „Herausragende Leistungen im Bereich Artdesign/Grafik“ und „Herausragende Leistungen im Bereich Software Engineering“.
Obwohl das Spiel in einem Zeitraum veröffentlicht wurde, in dem das Adventure-Genre landläufig als „tot“ bezeichnet wurde, verkaufte sich das Spiel über eine Million Mal.